# Frank Tomney
Frank Tomney (n. 24 mai 1908 – d. 19 septembrie 1984) a fost un om politic britanic, membru al Parlamentului European în perioada 1973-1979 din partea Regatului Unit. 
1. 1 2 3 4 5   http://www.assembly.coe.int/nw/xml/AssemblyList/MP-Details-EN.asp?MemberID=947 Lipsește sau este vid: |title= (ajutor)
2. 1 2 3 4 5 6 7 8 9  Hansard 1803–2005